# Ida Ovmar
Ida Ovmar, née le 17 juillet 1995 à Luleå, est une mannequin et reine de beauté suédoise-sami.

## Biographie
Elle est née le 17 juillet 1995 à Luleå, de parents samis, Ida vivra sur Stockholm, où elle travaille comme modèle.
En 2016, Ida Ovmar est couronnée Miss Continents 2016.